# Ceriana katoniana
Ceriana katoniana är en tvåvingeart som först beskrevs av Mario Bezzi 1921.  Ceriana katoniana ingår i släktet griffelblomflugor, och familjen blomflugor.
Artens utbredningsområde är Tanzania. Inga underarter finns listade i Catalogue of Life.